# 15e étape du Tour d'Italie 2016
Pour un article plus général, voir Tour d'Italie 2016.
La 15e étape du Tour d'Italie 2016 se déroule le dimanche 22 mai 2016, entre Castelrotto et Alpe de Siusi sur une distance de 10,8 km.

## Parcours
Cette étape se déroule sous la forme d'un contre la montre individuel. Le parcours est montagneux.

## Résultats

### Classement de l'étape
| Classement de l'étape | Classement de l'étape | Classement de l'étape | Classement de l'étape | Classement de l'étape |
|                       | Coureur               | Pays                  | Équipe                | Temps                 |
| --------------------- | --------------------- | --------------------- | --------------------- | --------------------- |
| 1er                   | Alexander Foliforov   | Russie                | Gazprom-RusVelo       | en 28 min 39 s        |
| 2e                    | Steven Kruijswijk     | Pays-Bas              | Lotto NL-Jumbo        | m.t                   |
| 3e                    | Alejandro Valverde    | Espagne               | Movistar              | + 23 s                |
| 4e                    | Sergey Firsanov       | Russie                | Gazprom-RusVelo       | + 30 s                |
| 5e                    | Michele Scarponi      | Italie                | Astana                | + 36 s                |
| 6e                    | Esteban Chaves        | Colombie              | Orica-GreenEDGE       | + 40 s                |
| 7e                    | Ilnur Zakarin         | Russie                | Katusha               | + 47 s                |
| 8e                    | Joe Dombrowski        | États-Unis            | Cannondale            | + 52 s                |
| 9e                    | Bob Jungels           | Luxembourg            | Etixx-Quick Step      | + 1 min 4 s           |
| 10e                   | Rafał Majka           | Pologne               | Tinkoff               | + 1 min 9 s           |
| modifier              |                       |                       |                       |                       |

### Classements intermédiaires
| \| Classement à Rotatoria (km 4,3) \| Classement à Rotatoria (km 4,3) \| Classement à Rotatoria (km 4,3) \| Classement à Rotatoria (km 4,3) \| Classement à Rotatoria (km 4,3) \| \| \| Coureur \| Pays \| Équipe \| Temps \| \| ------------------------------- \| ------------------------------- \| ------------------------------- \| ------------------------------- \| ------------------------------- \| \| 1er \| Steven Kruijswijk \| Pays-Bas \| Lotto NL-Jumbo \| en 9 min 7 s \| \| 2e \| Ilnur Zakarin \| Russie \| Katusha \| + 9 s \| \| 3e \| Alejandro Valverde \| Espagne \| Movistar \| + 12 s \| \| modifier \| \| \| \| \| |                    |          |                |              |
| Classement à Rotatoria (km 4,3) |                    |          |                |              |
| | Coureur            | Pays     | Équipe         | Temps        |
| 1er | Steven Kruijswijk  | Pays-Bas | Lotto NL-Jumbo | en 9 min 7 s |
| 2e | Ilnur Zakarin      | Russie   | Katusha        | + 9 s        |
| 3e | Alejandro Valverde | Espagne  | Movistar       | + 12 s       |
| modifier |                    |          |                |              |

### Points attribués
| - Arrivée de Alpe de Siusi (km 10,8) \| \| Cycliste \| Nat \| Équipe \| Points \| \| -- \| ------------------- \| ---------- \| ---------------- \| ------ \| \| 1 \| Alexander Foliforov \| Russie \| Gazprom-RusVelo \| 15 \| \| 2 \| Steven Kruijswijk \| Pays-Bas \| Lotto NL-Jumbo \| 12 \| \| 3 \| Alejandro Valverde \| Espagne \| Movistar \| 9 \| \| 4 \| Sergey Firsanov \| Russie \| Gazprom-RusVelo \| 7 \| \| 5 \| Michele Scarponi \| Italie \| Astana \| 6 \| \| 6 \| Esteban Chaves \| Colombie \| Orica-GreenEDGE \| 5 \| \| 7 \| Ilnur Zakarin \| Russie \| Katusha \| 4 \| \| 8 \| Joe Dombrowski \| États-Unis \| Cannondale \| 3 \| \| 9 \| Bob Jungels \| Luxembourg \| Etixx-Quick Step \| 2 \| \| 10 \| Rafał Majka \| Pologne \| Tinkoff \| 1 \| |                     |            |                  |        |
| | Cycliste            | Nat        | Équipe           | Points |
| 1 | Alexander Foliforov | Russie     | Gazprom-RusVelo  | 15     |
| 2 | Steven Kruijswijk   | Pays-Bas   | Lotto NL-Jumbo   | 12     |
| 3 | Alejandro Valverde  | Espagne    | Movistar         | 9      |
| 4 | Sergey Firsanov     | Russie     | Gazprom-RusVelo  | 7      |
| 5 | Michele Scarponi    | Italie     | Astana           | 6      |
| 6 | Esteban Chaves      | Colombie   | Orica-GreenEDGE  | 5      |
| 7 | Ilnur Zakarin       | Russie     | Katusha          | 4      |
| 8 | Joe Dombrowski      | États-Unis | Cannondale       | 3      |
| 9 | Bob Jungels         | Luxembourg | Etixx-Quick Step | 2      |
| 10 | Rafał Majka         | Pologne    | Tinkoff          | 1      |

### Cols et côtes
| - Alpe de Siusi, 1re catégorie (km 10,8) \| \| Cycliste \| Pays \| Équipe \| Points \| \| - \| ------------------- \| ---------- \| --------------- \| ------ \| \| 1 \| Alexander Foliforov \| Russie \| Gazprom-RusVelo \| 35 \| \| 2 \| Steven Kruijswijk \| Pays-Bas \| Lotto NL-Jumbo \| 18 \| \| 3 \| Alejandro Valverde \| Espagne \| Movistar \| 12 \| \| 4 \| Sergey Firsanov \| Russie \| Gazprom-RusVelo \| 9 \| \| 5 \| Michele Scarponi \| Italie \| Astana \| 6 \| \| 6 \| Esteban Chaves \| Colombie \| Orica-GreenEDGE \| 4 \| \| 7 \| Ilnur Zakarin \| Russie \| Katusha \| 2 \| \| 8 \| Joe Dombrowski \| États-Unis \| Cannondale \| 1 \| |                     |            |                 |        |
| | Cycliste            | Pays       | Équipe          | Points |
| 1 | Alexander Foliforov | Russie     | Gazprom-RusVelo | 35     |
| 2 | Steven Kruijswijk   | Pays-Bas   | Lotto NL-Jumbo  | 18     |
| 3 | Alejandro Valverde  | Espagne    | Movistar        | 12     |
| 4 | Sergey Firsanov     | Russie     | Gazprom-RusVelo | 9      |
| 5 | Michele Scarponi    | Italie     | Astana          | 6      |
| 6 | Esteban Chaves      | Colombie   | Orica-GreenEDGE | 4      |
| 7 | Ilnur Zakarin       | Russie     | Katusha         | 2      |
| 8 | Joe Dombrowski      | États-Unis | Cannondale      | 1      |

### Classement au temps par équipes
| Classement par équipes au temps | Classement par équipes au temps | Classement par équipes au temps | Classement par équipes au temps |
|                                 | Équipe                          | Pays                            | Temps                           |
| ------------------------------- | ------------------------------- | ------------------------------- | ------------------------------- |
| 1re                             | Gazprom-RusVelo                 | Russie                          | en 1 h 28 min 24 s              |
| 2e                              | Movistar                        | Espagne                         | + 1 min 29 s                    |
| 3e                              | Astana                          | Kazakhstan                      | + 1 min 40 s                    |
| modifier                        |                                 |                                 |                                 |

### Classement aux points par équipes
| Classement par équipes aux points | Classement par équipes aux points | Classement par équipes aux points | Classement par équipes aux points | Classement par équipes aux points |
|                                   | Équipes                           | Pays                              |                                   | Point(s)                          |
| --------------------------------- | --------------------------------- | --------------------------------- | --------------------------------- | --------------------------------- |
| 1re                               | Gazprom-RusVelo                   | Russie                            |                                   | 68                                |
| 2e                                | Lotto NL-Jumbo                    | Pays-Bas                          |                                   | 35                                |
| 3e                                | Movistar                          | Espagne                           |                                   | 28                                |
| modifier                          |                                   |                                   |                                   |                                   |

## Classements à l'issue de l'étape

### Classement général
| Classement général | Classement général  | Classement général | Classement général | Classement général  |
|                    | Coureur             | Pays               | Équipe             | Temps               |
| ------------------ | ------------------- | ------------------ | ------------------ | ------------------- |
| 1er                | Steven Kruijswijk   | Pays-Bas           | Lotto NL-Jumbo     | en 60 h 41 min 22 s |
| 2e                 | Esteban Chaves      | Colombie           | Orica-GreenEDGE    | + 2 min 12 s        |
| 3e                 | Vincenzo Nibali     | Italie             | Astana             | + 2 min 51 s        |
| 4e                 | Alejandro Valverde  | Espagne            | Movistar           | + 3 min 29 s        |
| 5e                 | Rafał Majka         | Pologne            | Tinkoff            | + 4 min 38 s        |
| 6e                 | Ilnur Zakarin       | Russie             | Katusha            | + 4 min 40 s        |
| 7e                 | Andrey Amador       | Costa Rica         | Movistar           | + 5 min 27 s        |
| 8e                 | Bob Jungels         | Luxembourg         | Etixx-Quick Step   | + 7 min 14 s        |
| 9e                 | Kanstantsin Siutsou | Biélorussie        | Dimension Data     | + 7 min 37 s        |
| 10e                | Jakob Fuglsang      | Danemark           | Astana             | + 7 min 55 s        |
| modifier           |                     |                    |                    |                     |

### Classement du meilleur jeune
| Classement du meilleur jeune | Classement du meilleur jeune | Classement du meilleur jeune | Classement du meilleur jeune | Classement du meilleur jeune |
|                              | Coureur                      | Pays                         | Équipe                       | Temps                        |
| ---------------------------- | ---------------------------- | ---------------------------- | ---------------------------- | ---------------------------- |
| 1er                          | Bob Jungels                  | Luxembourg                   | Etixx-Quick Step             | en 60 h 48 min 36 s          |
| 2e                           | Sebastián Henao              | Colombie                     | Sky                          | + 11 min 34 s                |
| 3e                           | Davide Formolo               | Italie                       | Cannondale                   | + 29 min 20 s                |
| 4e                           | Joe Dombrowski               | États-Unis                   | Cannondale                   | + 47 min 31 s                |
| 5e                           | Valerio Conti                | Italie                       | Lampre-Merida                | + 49 min 30 s                |
| modifier                     |                              |                              |                              |                              |

### Classement aux points
| Classement par points | Classement par points | Classement par points | Classement par points | Classement par points |
| --------------------- | --------------------- | --------------------- | --------------------- | --------------------- |
|                       | Coureur               | Pays                  | Équipe                | Point(s)              |
| 1er                   | Giacomo Nizzolo       | Italie                | Trek-Segafredo        | 138 points            |
| 2e                    | Diego Ulissi          | Italie                | Lampre-Merida         | 112 pts               |
| 3e                    | Sacha Modolo          | Italie                | Lampre-Merida         | 84 pts                |
| 4e                    | Maarten Tjallingii    | Pays-Bas              | Lotto NL-Jumbo        | 83 pts                |
| 5e                    | Daniel Oss            | Italie                | BMC Racing            | 80 pts                |
| modifier              |                       |                       |                       |                       |

### Classement du meilleur grimpeur
| Classement du meilleur grimpeur | Classement du meilleur grimpeur | Classement du meilleur grimpeur | Classement du meilleur grimpeur | Classement du meilleur grimpeur |
| ------------------------------- | ------------------------------- | ------------------------------- | ------------------------------- | ------------------------------- |
|                                 | Coureur                         | Pays                            | Équipe                          | Point(s)                        |
| 1er                             | Damiano Cunego                  | Italie                          | Nippo-Vini Fantini              | 134 points                      |
| 2e                              | Stefan Denifl                   | Autriche                        | IAM                             | 72 pts                          |
| 3e                              | Darwin Atapuma                  | Colombie                        | BMC Racing                      | 69 pts                          |
| 4e                              | Giovanni Visconti               | Italie                          | Movistar                        | 61 pts                          |
| 5e                              | Mikel Nieve                     | Espagne                         | Sky                             | 50 pts                          |
| modifier                        |                                 |                                 |                                 |                                 |

### Classements par équipes

#### Classement au temps
| Classement par équipes au temps | Classement par équipes au temps | Classement par équipes au temps | Classement par équipes au temps |
|                                 | Équipe                          | Pays                            | Temps                           |
| ------------------------------- | ------------------------------- | ------------------------------- | ------------------------------- |
| 1re                             | Astana                          | Kazakhstan                      | en 182 h 23 min 30 s            |
| 2e                              | Movistar                        | Espagne                         | + 4 min 40 s                    |
| 3e                              | Cannondale                      | États-Unis                      | + 19 min 5 s                    |
| modifier                        |                                 |                                 |                                 |

#### Classement aux points
| Classement par équipes aux points | Classement par équipes aux points | Classement par équipes aux points | Classement par équipes aux points | Classement par équipes aux points |
|                                   | Équipes                           | Pays                              |                                   | Point(s)                          |
| --------------------------------- | --------------------------------- | --------------------------------- | --------------------------------- | --------------------------------- |
| 1re                               | Lotto NL-Jumbo                    | Pays-Bas                          |                                   | 346                               |
| 2e                                | Etixx-Quick Step                  | Belgique                          |                                   | 320                               |
| 3e                                | Lotto-Soudal                      | Belgique                          |                                   | 251                               |
| modifier                          |                                   |                                   |                                   |                                   |

### Abandons
- 65 -  Fabio Sabatini (Etixx-Quick Step) : non partant
- 83 -  Artur Ershov (Gazprom-RusVelo) : hors délais
- 93 -  Leigh Howard (IAM) : non partant